# Croix de Carlahoux
La Croix de Carlahoux est située près du lieu-dit "Hôtel Macé", route de Malansac à  Caden dans le Morbihan

## Historique
La croix fait l’objet d’une inscription au titre des monuments historiques depuis le 21 mai 1937.

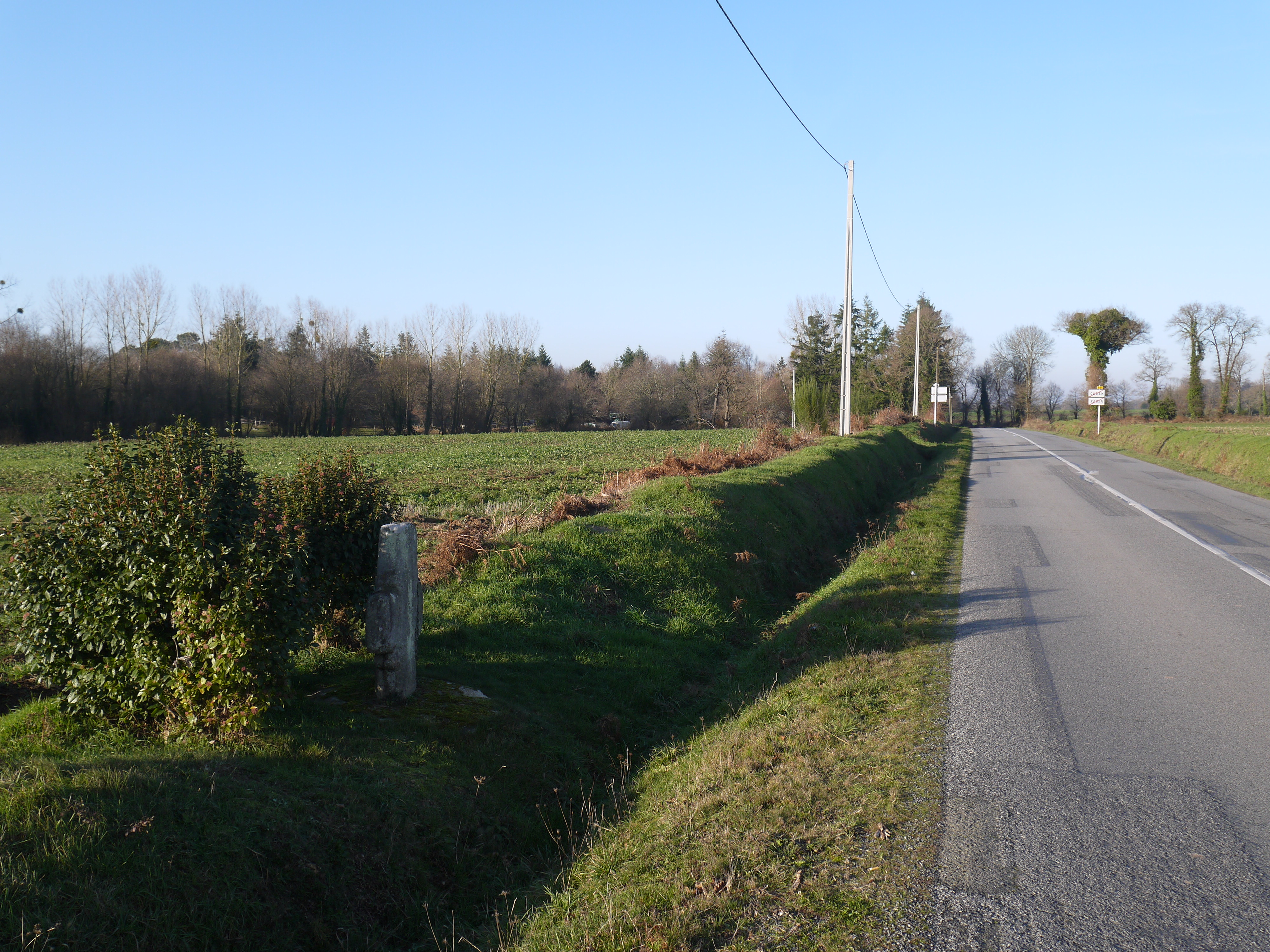
La croix au bord de la RD 21.

## Architecture
La croix est fixée sur un socle rectangulaire.
Aux aisselles de la croix des renflements sont remarquables.
À l'intersection des bras, un cercle percé de cinq trous symbolise les cinq plaies du Christ. 